# The Flintstones (игра, 1993)
The Flintstones (яп. フリントストーン Фуринтосутон, рус. Флинтстоуны) — компьютерная игра 1993 года, разработанная Taito Corporation для платформы Sega Mega Drive . Является частью серии игр, основанной на мультсериале «Флинтстоуны».

## Обзор игры
В игре предстоит играть за Фреда Флинтстоуна, главного героя мультсериала. Перед каждым уровнем друзья дают Фреду определённое задание (в частности, отыскать какой-либо предмет). Чаще всего эти вещи оказываются у боссов и, чтобы их забрать, надо победить противника.
Уровни в игре представляют собой замкнутые локации с возрастающим уровнем сложности, выполненные с использованием двухмерной графики и бокового скроллинга. На них присутствуют разнообразные враги, ловушки и препятствия. В конце большинства уровней ждёт встреча с боссом. В зависимости от уровня сложности игроку предоставляются от четырех до шести уровней.
Вооружение Фреда — дубинка. С её помощью можно отбиваться от врагов, а также разбивать контейнеры с полезными предметами и яйца динозавров. Если разбить динозавринное яйцо, появится детёныш птеродактиля, верхом на котором можно совершать высокие прыжки и уничтожать врагов.
Враги в игре — разнообразные монстры; в некоторых уровнях они бывают довольно многочисленны, но при этом обладают небольшим запасом здоровья. Когда Фред находится верхом на птеродактиле, на месте убитого врага остаётся полезный предмет.
Боссы появляются на всех уровнях, кроме третьего («Desert Drive»). Каждый последующий босс немного сильнее предыдущего. Для боссов существует определённая «тактика» (например, чтобы уничтожить третьего босса, нужно бить по катапультам, заряженным огромными камнями).
Полезные предметы встречаются как на обычных, так и на бонусных уровнях. В основном они пополняют здоровье (яблоки) или увеличивают его доступное количество (сердечки). Также довольно часто встречаются звёздочки с изображением Фреда (определённое количество которых даёт дополнительную жизнь) и маленькие звёздочки (влияют на очки). Иногда попадаются более редкие бонусы: так называемый «Power Up» (делает удары героя сильнее), изображения Вилмы (временная неуязвимость) и Фреда (дополнительная жизнь).
Список уровней:
- Bed Rock — городок, где живут Флинтстоуны. Босс — ящер на приспособлении, по конструкции напоминающем ручной миксер.
- Swimming Pool — водоём, кишащий врагами. Босс — водный динозавр.
- Desert Drive — поездка по пустыне. Дорогу преграждают кактусы, пропасти и водопады. В конце уровня — дочь Флинстоунов Пебблз, убежавшая из дома. Босса на уровне нет.
- Dino Express — поезд, где вместо локомотива — динозавр. Следует остерегаться находящихся на пути движения поезда столбов, «семафоров» и въездов в туннели (их приближение сопровождается гудком). Также нужно внимательно следить за вагонами — некоторые из них могут отсоединяться друг от друга. Босс здесь — гигантская птица.
- Fire Rock — вулканические горы. Здесь много неприятностей доставляет большое количество врагов и смертельных ловушек (расщелины с лавой); кроме того, на открытых местах сверху иногда падают камни и бьют молнии. Здесь герою нужно пройти несколько испытаний (к примеру, подняться вверх по туннелю, постепенно заполняющемуся лавой). Босс — дракон.
- Hard Rock — ледяная пещера. Несмотря на сравнительно небольшое количество противников, уровень отличается высокой сложностью и делится на две части. В первой, как и в предыдущем уровне, Фреду нужно пройти несколько довольно сложных испытаний (например, взобраться вверх по платформам, стараясь при этом не попасть в воду, заполняющую пустоты в пещере), во второй — проехать по рельсам в нескольких вагончиках, отбиваясь от врагов; вагончики могут срываться в пропасть, и герою нужно успеть перепрыгнуть через неё. Финальный босс — колдунья[1].

На некоторых уровнях можно попасть на бонусный уровень. Обычно «вход» туда находится в труднодоступных местах или тупиках. Основная задача на бонусных уровнях — успевать вовремя собирать призы и полезные предметы.

## Оценки
Игра получила в основном среднюю оценку критиков и игроков. Например, английский журнал Sega Force поставил игре оценку 72 балла из 100, а бельгийский журнал Power Unlimited — 8 из 10. Веб-сайты GameSpot и GameFAQs оценили игру в 7,8 и 7,2 баллов из 10. При этом информационный сайт Sega-16.com оценил игру в 5 баллов из 10. Рецензенты положительно оценили игровой процесс и умеренную сложность игры, но отнесли к недостаткам некоторое несоответствие между сюжетом и графическим оформлением и оригинальным мультсериалом. Сравнивая версию с похожими играми жанра (в частности, Chuck Rock), критики отметили сходства в геймплее, дизайне уровней и некоторых внутриигровых элементах.